# Torricella in Sabina
Torricella in Sabina è un comune italiano di 1 296 abitanti della provincia di Rieti nel Lazio.

## Geografia fisica

### Territorio
Il comune di Torricella in Sabina sorge a 615 metri sul livello del mare. Il paese nasce sulle propaggini meridionali dei monti Sabini.

### Clima
Classificazione climatica: zona E, 2464 GR/G.
Zona sismica: 2B

## Storia

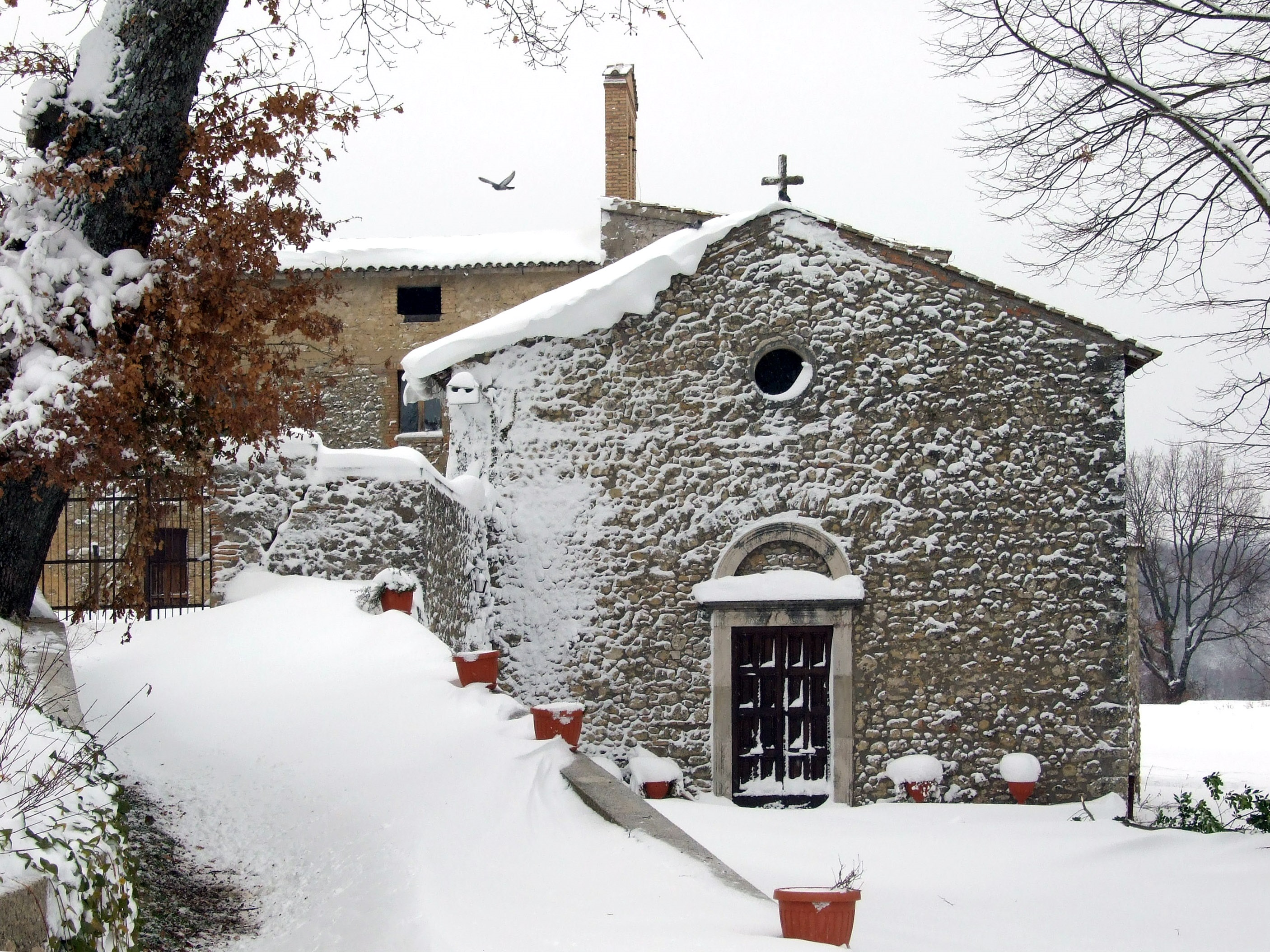
Santa Maria delle Grazie

Il paese sorge presso il percorso dell'antica Via Salaria ed accanto al vecchio tracciato della omonima strada statale, ora dismesso, sostituita da una variante negli anni '70 e lungo un tradizionale tratturo della transumanza. Nel territorio del Comune si trovano interessanti resti dell'antica via romana: il "ponte Sambuco" conservatosi nei secoli, tratti di pavimentazione romana in località Carnevale, una colonna miliaria e alcune rovine presso Ornaro alto.
Il monumento più antico è la chiesa di Santa Maria delle Grazie risalente al X secolo.
Il centro di Torricella in Sabina risulta nell'XI secolo tra i possedimenti della potente Abbazia di Farfa. Nel XIV secolo perviene alla famiglia Cesarini e, due secoli più tardi passa al ramo Sforza Cesarini. Gli Sforza Cesarini, rimasero proprietari della torre e del palazzo, principali edifici del borgo antico, fino alla prima metà dell'Ottocento. All'interno della torre, che presumibilmente dà il nome al paese, si trova la chiesa del santo patrono San Giovanni Battista. Sono ancora visibili i merli medioevali.
Nel 1867 Torricella in Sabina ospitò, ben accolti dalla popolazione, numerosi volontari garibaldini prima della Battaglia di Mentana che, male equipaggiati, vennero forniti di quattordici fucili da caccia dal patriottismo degli abitanti.
Torricella in Sabina venne attraversata dalla guerra nel 1944, subendo pesanti danni, in particolare per le distruzioni operate dall'esercito tedesco in ritirata per bloccare le strade all'avanzata alleata.
Il territorio di Torricella è ricompreso all'interno dei territori sabini idonei alla produzione di olio di oliva con le caratteristiche e livello qualitativo previsti dal Disciplinare di produzione dell'olio extravergine di oliva "Sabina" a denominazione di origine protetta.

### Simboli
Lo stemma e il gonfalone sono stati concessi con DPR dell'11 ottobre 1999.
Stemma
Gonfalone

## Monumenti e luoghi d'interesse

### Architetture religiose e altri monumenti importanti
San Giovanni Battista
Interessanti sono il rosone in pietra ed i resti di affreschi nell'abside della chiesa parrocchiale di San Giovanni Battista, rinvenuti a seguito di un restauro degli anni Trenta. La chiesa tardo-romanica si trova all'interno della torre grande medioevale, tuttora ben conservata.
Santa Maria delle Grazie

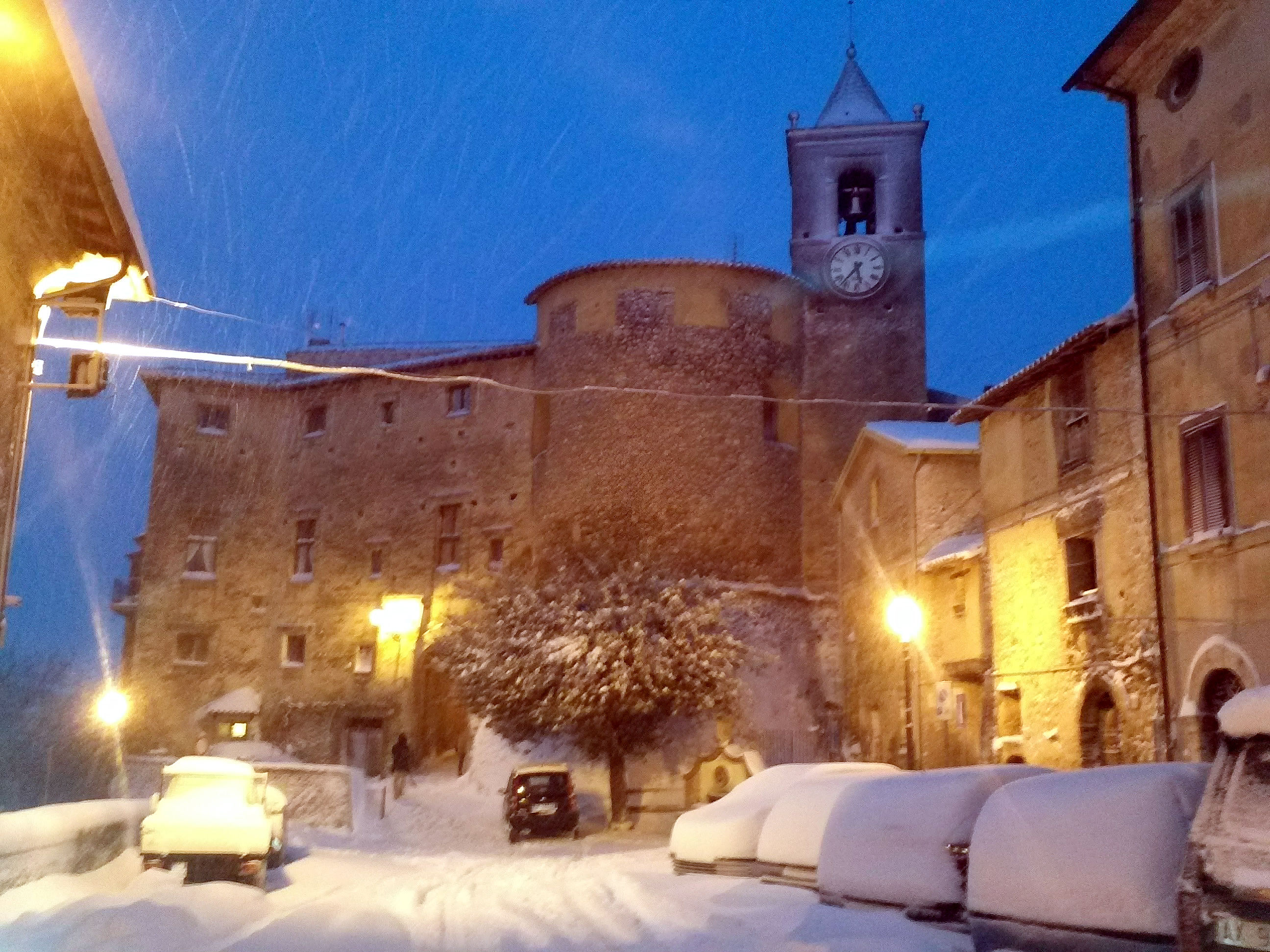
Borgo di Torricella in Sabina

Appena fuori dall'abitato si trovano la chiesa ed il convento di Santa Maria delle Grazie. L'installazione originaria è la chiesa, di cui si hanno notizie storiche già a partire da 956 d.C. La chiesa romanica è a base rettangolare, con quattro altari laterali, e conserva degli affreschi medioevali vicino all'altare principale. Nel 1944 i militari tedeschi durante la ritirata, nascosero all'interno della chiesa alcuni carri armati, sfondando parte della facciata principale e causando danni gravissimi. Il restauro iniziò alla fine degli anni Cinquanta seguendo fasi successive nel corso degli anni. Compongono il complesso anche i vecchi locali del convento e la foresteria, ancora in fase di restauro.
La Rocca di Ornaro Alto
Se ne hanno notizie certe intorno all'anno Mille. Se si sale su in cima alla torre si possono ammirare le fantastiche colline che circondano il borgo, andando a formare un panorama unico. Questo edificio rappresenta il cuore della storia di questo paese. La piazza sottostante alla torre (chiamata Piazza della Rocca) la collega al resto del centro storico del paesino.
Luoghi di interesse di Oliveto Sabino
Di particolare interesse sono il Palazzo Parisi e la cinquecentesca chiesa del Santissimo Salvatore, rifatta internamente negli anni 1929 - 31. Di interesse è anche la chiesa rupestre di Santa Prassede che conserva un affresco della Vergine, di Santa Barbara, e di Santa Prassede, patrona di Oliveto.
In adiacenza del cimitero di Oliveto si ricorda la tomba di Marcello Diaz, 2º Duca della Vittoria, figlio del celeberrimo Generale Armando Diaz, Maresciallo D'Italia, Duca della Vittoria.

## Società

### Evoluzione demografica
Abitanti censiti

## Infrastrutture e trasporti

### Strade
L'arteria di maggiore importanza è la Strada statale 4 Via Salaria, che collega il comune a Roma e al capoluogo Rieti.
Torricella si trova lungo la strada provinciale n. 43 "Salaria vecchia", il vecchio tracciato della Strada statale 4 Via Salaria. In entrambe le direzioni, la Salaria vecchia si incrocia con il tracciato moderno della statale: a nord (in direzione Rieti) in corrispondenza della frazione Ornaro basso, a sud (in direzione Roma) in località Ponte Buida, poco prima di Osteria Nuova.
In località Capannaccia, dalla Salaria vecchia ha inizio una strada comunale che collega Torricella alla strada provinciale n. 34 "Turanense", e quindi a Rocca Sinibalda e al Lago del Turano. Un'altra strada comunale collega Torricella al vicino comune di Poggio San Lorenzo, e un'altra ancora alla frazione di Ornaro alto.

### Ferrovie
Torricella non è servita da alcuna linea ferroviaria. Il paese avrebbe dovuto essere collegato dalla Ferrovia Salaria (Roma-Rieti-Ascoli Piceno-San Benedetto del Tronto), che fu più volte progettata sin dalla fine dell'Ottocento ma mai realizzata.

## Geografia antropica

### Frazioni
Centri abitati nel Comune, oltre al capoluogo, sono le frazioni di Oliveto e di Ornaro, articolato in due distinti centri, Ornaro alto, antico borgo fortificato pregevolmente conservato, ed Ornaro basso, all'incrocio tra il vecchio ed il nuovo tracciato della Strada statale 4 Via Salaria.

## Amministrazione
Nel 1923 passa dalla provincia di Perugia in Umbria, alla provincia di Roma nel Lazio, e nel 1927, a seguito del riordino delle circoscrizioni provinciali stabilito dal regio decreto n. 1 del 2 gennaio 1927, per volontà del governo fascista, quando venne istituita la provincia di Rieti, Torricella in Sabina passa a quella di Rieti.
| Periodo | Periodo   | Primo Cittadino      | Partito      | Carica  | Note |
| ------- | --------- | -------------------- | ------------ | ------- | --- |
| 1948    | 1963      | Enrico Filippi       | lista civica | Sindaco | "Sor Erico" fu Riconfermato sindaco nel 1953 e nel 1958                                                                        |
| 1963    | 1965      | Aleandro Pitorri     | lista civica | Sindaco | Dimessosi nel 1965 |
| 1965    | 1970      |                      | lista civica | Sindaco | |
| 1970    | 1975      | Metello Metelli      | lista civica | Sindaco | |
| 1975    | 1990      | Saverio Iannelli     | lista civica | Sindaco | Riconfermato sindaco nel 1980 e nel 1985                                                                                       |
| 1990    | 1992      | Paolo Darelli        | lista civica | Sindaco | |
| 1992    | 1996      | Loreto Bucci         | lista civica | Sindaco | Sostituisce Darelli e viene rieletto nel 1995. Dimesso a seguito delle dimissioni rassegnate dalla maggioranza dei consiglieri |
| 1996    | 2000      | Maddalena Melagrana  | lista civica | Sindaco | Dimessa a seguito delle dimissioni rassegnate dalla maggioranza dei consiglieri                                                |
| 2001    | 2008      | Silvana Gentili      | lista civica | Sindaco | Rieletta nel 2006 e dimessa durante il suo 2º mandato a seguito delle dimissioni rassegnate dalla maggioranza dei consiglieri  |
| 2009    | 2019      | Alessandro Iannelli  | lista civica | Sindaco | Rieletto nel 2014 |
| 2019    | in carica | Floriana Broccoletti | lista civica | Sindaco | Rieletta nel 2024 |

### Altre informazioni amministrative
Fa parte della XX Comunità Montana dei Monti Sabini